# Say What You Want
Say What You Want is een nummer van de Schotse band Texas uit 1997. Het is de eerste single van hun vierde studioalbum White on Blonde.
Het nummer bevat interpolaties van Sexual Healing van Marvin Gaye en Love... Thy Will Be Done van Martika. "Say What You Want" betekende de internationale doorbraak voor Texas en werd hun grootste hit. Het bereikte de 3e positie in het Verenigd Koninkrijk. In de Nederlandse Top 40 haalde het nummer een bescheiden 31e positie, en in de Vlaamse Ultratop 50 een 47e positie. Desondanks werd het nummer wel een grote radiohit in het Nederlandse taalgebied en wordt het nog steeds gedraaid.
In 1998, een jaar na het uitbrengen van het origineel, werd een remixversie van het nummer uitgebracht onder de noemer Say What You Want (All Day, Every Day). In deze versie wordt Sharleen Spiteri vocaal bijgestaan door Method Man en RZA van de Wu-Tang Clan. De remix werd uitgebracht met het nummer Insane als A-kant en deed het in sommige landen beter in de hitlijsten dan het origineel. Zo ook in Nederland, waar het de 5e positie behaalde in de Top 40. In Vlaanderen was de remix minder succesvol dat het origineel, daar haalde het een 15e positie in de Tipparade.